# Ukrajna lángokban
Az Ukrajna lángokban egy 2016-os dokumentumfilm, amelyet Igor Lopatyonok rendezett. A filmben Oliver Stone, az executive producer interjút készít a 2014-es ukrán forradalom körüli egyes szereplőkkel, mint például Vlagyimir Putyin és Viktor Janukovics.  

## Cselekmény
A film részletesen leírja az ukrán nacionalizmus kialakulását. Olyan eseményekről szól, mint a kozák hetmanátus, az orosz forradalom (1917–1921), Ukrajna német–osztrák csapatok általi megszállása, a breszt-litovszki szerződés, Nyugat-Ukrajna beolvadása a Szovjetunióba, az ukrán kollaboránsok a második világháborúban, a nagy honvédő háború, a volinyi, a Babij Jar-i mészárlás, az 1990-es évek, a narancsos forradalom, a 2014-es ukrán forradalom, a Krím hovatartozásáról szóló népszavazás, az odesszai összecsapások, a donbaszi háború, az MH17 járat katasztrófája és egyéb események.
A film során Vlagyimir Putyin orosz elnökkel, Viktor Janukovics volt oroszbarát ukrán elnökkel és Vitalij Zaharcsenko volt ukrán belügyminiszterrel, valamint Robert Parry amerikai újságíróval készítenek interjút – többnyire Oliver Stone – a közelmúlt ukrán történelem eseményeiről.

## Megjelenés
A film nem került terjesztésre mozikban. A premier az olaszországi Taormina Filmfesztiválon volt. 2022 márciusában arról számoltak be, hogy a dokumentumfilmet eltávolították a YouTube-ról, és a cég kifejtette, hogy "a videót azért távolították el, mert megsértette az erőszakos vagy megrázó tartalomra vonatkozó irányelvünket, amely tiltja a súlyos sérülésekkel, például levágott végtagokkal megsérült holttestekről készült felvételeket tartalmazó tartalmat". A film ezután a Rumble-re került, ahol ingyen megtekinthető. 2022. március 12-től azonban a dokumentumfilm továbbra is elérhető a YouTube-on, a videón elhelyezett figyelmeztetéssel.

## Fordítás
Ez a szócikk részben vagy egészben  az   Ukraine on Fire című angol Wikipédia-szócikk ezen változatának fordításán alapul.  Az eredeti cikk szerkesztőit annak laptörténete sorolja fel. Ez a jelzés csupán a megfogalmazás eredetét és a szerzői jogokat jelzi, nem szolgál a cikkben szereplő információk forrásmegjelöléseként.